# Домнін
Домнін (рум. Domnin) — село у повіті Селаж в Румунії. Входить до складу комуни Сомеш-Одорхей.
Село розташоване на відстані 392 км на північний захід від Бухареста, 19 км на північний схід від Залеу, 69 км на північний захід від Клуж-Напоки.

## Населення
За даними перепису населення 2002 року у селі проживали 429 осіб. Рідною мовою 428 осіб (99,8%) назвали румунську.
Національний склад населення села:
| Національність | Кількість осіб | Відсоток |
| -------------- | -------------- | -------- |
| румуни         | 379            | 88,3%    |
| цигани         | 48             | 11,2%    |